# Algisto Lorenzato
Algisto Lorenzato Domingos, mais conhecido como Batatais (Batatais, 20 de maio de 1910 – Rio de Janeiro, 16 de julho de 1960), foi um futebolista brasileiro, que atuou como goleiro.
Tinha como apelidos o "Arqueiro das Mil Mãos”, “a Muralha da China” e “a Cortina de Ferro”.

## Introdução
É um dos atletas que ganharam o Prêmio Belfort Duarte. pelo seu comportamento exemplar dentro dos gramados.Quando jovem, Batatais teve uma infância muito pobre tendo trabalhado como carpinteiro e com vidros. Um dia soube que havia uma vaga no Frigorífico Anglo, de Barretos, foi trabalhar lá e conseguiu uma vaga no time da fábrica como ponta-esquerda. Certa vez, Batatais adoeceu, os colegas acharam que ele tinha pinta de goleiro, mandaram ele para o gol e nunca mais trocou de posição.

## Carreira
Já profissionalmente, Batatais atuou pelo próprio Batatais Futebol Clube, time de sua cidade natal, posteriormente se transferindo para o Comercial de Ribeirão Preto, sendo logo em seguida negociado com a Associação Portuguesa de Desportos, onde estreou no dia 22 de maio de 1933 com uma vitória sobre o Santos FC por 4 a 2, tendo como último jogo a derrota de 1 a 0 para o SC Corinthians Paulista em 26 de novembro de 1934.
Em janeiro de 1935, Batatais foi para a Palestra Itália, a atual SE Palmeiras, onde ficou por seis meses, 11 jogos, 8 vitórias, 2 empates, 1 derrota e 9 gols sofridos.
Em junho deste mesmo ano foi para o Fluminense FC, junto com vários outros jogadores que defendiam a Seleção Paulista de Futebol, tricampeã do Campeonato Brasileiro de Seleções estaduais. Pelo Fluminense disputou 309 partidas e sofreu 458 gols, saindo sem sofrer gols em 79 delas, e foi cinco vezes campeão carioca em 1936, 1937, 1938, 1940 e 1941, tendo sido ainda campeão do Torneio Aberto de Futebol do Rio de Janeiro de 1935, do Torneio Municipal de 1938 e do Torneio Extra de 1941, considerando apenas os títulos de maior expressão.
Na decisão do estadual de 1941, o famoso "Fla-Flu da Lagoa", foi o grande herói da partida, pois mesmo contundido (teve seu braço pisoteado por Pirilo) manteve-se firme e garantiu o empate por 2 a 2 que deu o bicampeonato carioca ao Fluminense.
Em 1946, Batatais desligou-se do Fluminense, mas continuou no Rio de Janeiro e encerrou sua carreira defendendo o America.
Pela Seleção Brasileira, Batatais jogou duas partidas na Copa do Mundo de 1938, entre eles o jogo que decidiu o terceiro lugar a favor do Brasil. Sua última partida pela Seleção foi em São Januário, em 1939, em uma derrota de 1 a 5 contra a Argentina, no primeiro jogo da Copa Roca deste ano.
Muitos anos após encerrar a carreira, Batatais deu entrevista afirmando que o maior goleiro que ele vira atuar foi František Plánička, da Tchecoslováquia, e o maior goleiro brasileiro para ele tinha sido Carlos José Castilho.

## Títulos
Fluminense 
- Campeonato Carioca: 1936, 1937, 1938, 1940 e 1941
- Torneio Aberto de Futebol do Rio de Janeiro de 1935: 1935
- Torneio Municipal: 1938
- Torneio Extra: 1941
- Torneio Início: 1940, 1941 e 1943
- Taça Arnaldo Guinle - (Fla-Flu) - 1935
- Taça Fla-Flu - 1935
- Taça Imprensa - (Fla-Flu) - 1936
- Taça Julio de la Mare - (Fla-Flu) - 1936
- Taça Julio de Moraes (Fla-Flu) - 1936
- Taça Inacio Jorge Nogueira - (Seleção de Campos dos Goytacazes versus Fluminense) - 1937
- Taça Otacílio Negrão de Lima (Clube Atlético Mineiro versus Fluminense) - 1937
- Taça Desafio Santos versus Fluminense - 1938
- Taça Gardano (Fla-Flu) - 1938
- Taça Marcos de Mendonça (Fla-Flu) - 1938
- Taça A Imperatriz (Guarani Futebol Clube versus Fluminense) - 1942
- Taça Magno Seixas - 1942
- Troféu Prefeito de Salvador (Esporte Clube Bahia-BA versus Flu) - 1945
- Taça Sport Club Bahia (Esporte Clube Bahia-BA versus Fluminense) - 1945